# Águas Lindas de Goiás
Águas Lindas de Goiás est une ville brésilienne de l'État de Goiás. Sa population était estimée à 182 526 habitants en 2014. La municipalité s'étend sur 338 km2.

## Maires
| Période | Période | Identité                | Étiquette | Qualité |
| ------- | ------- | ----------------------- | --------- | ------- |
| 2009    | 2012    | Geraldo Messias Queiroz | PP        |         |

1. ↑  IBGE